# Johann Philipp Förtsch
Johann Philipp Förtsch (Wertheim am Main, 13 mei 1652 - Eutin, 14 december 1732) was een Duitse arts, raadsman en barokcomponist. Hij was van 1684 tot 1690 de belangrijkste operacomponist van de Hamburger Oper am Gänsemarkt, maar richtte zich nadien op een loopbaan als lijfarts en politiek raadsman.

## Levensloop
Johann Philipp Förtsch werd geboren in Wertheim als zoon van Jakob Förtsch (1599-1659) en Margareta Höfer (1618-1693). Jakob was leerlooier en burgemeester. Het gezin bestond verder nog uit de zonen Philipp Jacob (†1691) en Michael (1654–1724). 
Förtsch ging als zevenjarige naar het gymnasium in Frankfurt en kreeg daar mogelijk muziekles van kapelmeester Johann Andreas Herbst. In 1671 studeerde hij geneeskunde en filosofie aan de universiteit van Jena. Een jaar later begon hij aan de universiteit van Erfurt met een studie rechten. Hij zou Erfurt in 1674 verlaten, maar onduidelijk is wat hij hierna precies heeft gedaan. Hij heeft tot 1678 in ieder geval gereisd, onder andere naar Hamburg, Helmstedt, Frankrijk en Holland, en heeft wellicht muziekonderwijs gevolgd bij Johann Philipp Krieger.

### Muziekcarrière in Hamburg
In 1678 was Förtsch woonachtig in Hamburg, waar hij zich inzette voor het nieuwe theater Oper am Gänsemarkt in Hamburg. Bij dit theater waren ook hertog Christiaan Albrecht en zijn kapelmeester Johann Theile betrokken, die in 1675 het Sleeswijkse hof te Gottorf waren ontvlucht vanwege oorlog met Denemarken. Förtsch kreeg in Hamburg onderricht van Theile in het contrapunt en zong in de jaren 1678-1679 als tenor in de Hamburger stadskapel. Verder schreef en vertaalde hij libretto's voor het operatheater.

### Kapelmeester en arts
In 1680 was de rust in Gottorf weergekeerd. Förtsch werd door hertog Christiaan Albert benoemd tot kapelmeester, als opvolger van Theile. Overigens maakte Förtsch eerst nog een reis naar Italië en rondde hij in 1681 zijn studie medicijnen af aan de universiteit van Kiel. Hierna benoemde de hertog hem tot zijn hofarts.

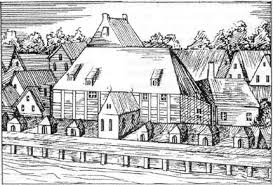
De Oper am Gänsemarkt te Hamburg (1726)

Op 30 november 1681 trouwde Förtsch te Sleeswijk met Anna Thomsen. Het stel kreeg vijftien kinderen.
Vanwege nieuwe onrust in de streek vluchtte de hertog in 1684 noodgedwongen weer naar Hamburg, waar hij opnieuw optrad als begunstiger van het operatheater. Hij gaf Förtsch - die ook nog een artsenpraktijk had in Husum - vrijaf, waardoor deze alle ruimte kreeg om zich te wijden aan het componeren: tussen 1684 en 1689 schreef hij twaalf opera's die allemaal in de Oper am Gänsemarkt werden uitgevoerd. Waarschijnlijk schreef hij in deze jaren ook het merendeel van zijn religieuze werken.
Förtsch besloot om 1689 om zijn muzikale loopbaan aan het hof te Gottorf definitief te beëindigen en alleen nog te werken als hofarts. De functie van kapelmeester kwam nu toe aan Georg Österreich. Tot 1694 hielp Förtsch hem om de hofkapel verder op te bouwen.

### Raadsman en diplomaat
Sinds 1692 werkte Förtsch ook als lijfarts van prins-bisschop August Frederik aan diens hof te Eutin. Vanaf 1694 werd dit een volledige aanstelling, aangevuld met de functie van raadsman van de prins-bisschop. Förtsch ontwikkelde zich aan het hof tot een politicus en diplomaat die diverse opdrachten uitvoerde voor zijn werkgever. Nadat de prins-bisschop in 1705 was overleden regelde Förtsch zelfs enige tijd alle regeringszaken van het prinsbisdom Lübeck.

## Werken
Van de composities van Förtsch zijn 82 religieuze werken en 32 canons behouden gebleven. De opera's zijn echter verloren gegaan: slechts de libretto's zijn overgeleverd.
Tevens heeft Förtsch twee muziektractaten geschreven: Musicalischer Compositions Tractat en Von dem dreyfachen Contrapunct.

### Opera's
Hieronder volgt een lijst met de opera's die Förtsch schreef in de periode 1684-1690 voor het operahuis van Hamburg:
- Das unmöglichste Ding (1684)
- Der Hochmüthige, Gestürzte und wieder erhabene Croesus (1684)
- Der Grosse Alexander in Sidion (1688)
- Die heilige Eugenia, Oder die Bekehrung der Stadt Alexandria zum Christenthum (1688)
- Der Im Christenthum Biß in den Todt Beständige Märterer Polyeuct (1688)
- Der Mächtige Monarch Der Perser Xerxes, in Abidus (1689)
- Cain und Abel, Oder der verzweifelnde Bruder-Mörder (1689)
- Die betrübte und erfreuete Cimbria (1689)
- Die Groß-Müthige Thalestris oder letzte Königin der Amazonen (1690)
- Ancile romanum (1690)
- Bajazeth und Tamerlan ((1690)
- Der irrende Ritter Don Quixotte De La Mancia (1690)

### Bokemeyerverzameling
Dankzij Georg Österreich zijn de 82 religieuze werken van Förtsch niet verloren gegaan. Österreich was sinds 1689 kapelmeester te Gottorf en kopieerde met enkele medewerkers composities van diverse Duitse en Italiaanse componisten, waaronder het werk van Förtsch. De in totaal ruim 1800 gekopieerde composities werden nadien verkocht aan Heinrich Bokemeyer (1679-1751), waardoor het geheel bekend is geworden als de Bokemeyerverzameling.